# Medaile solidarity Východního Timoru
Medaile solidarity Východního Timoru (portugalsky: Medalha Solidariedade de Timor-Leste) je státní vyznamenání Východního Timoru založené roku 2009. Udílena je příslušníkům mezinárodních bezpečnostních sil za jejich přínos k stabilitě během mírových operacích ve Východním Timoru během INTERFET a po východotimorské krizi v roce 2006.

## Pravidla udílení
Příslušníci mírových operací mohou medaili obdržet za splnění několika podmínek. Může jít o příslušníky vojenské či policejní jednotky, které byly nasazeny na misi během stabilizačních a mírových operací ve Východním Timoru. Tito příslušníci museli ve Východním Timoru odsloužit minimálně 180 dní (bez ohledu jestli se jednalo o nepřetržitou službu nebo o více nasazení) a to od rozhodného data 1. května 2006. Nominováni na toto ocenění mohou být i příslušníci, kteří odsloužili minimálně 120 dní nebo 90 dní, pokud službu nastoupili v květnu nebo červnu 2006. Prezident Východního Timoru také může zvážit mimořádné okolnosti pro ty, kteří tuto podmínku délky služby nesplňují. Žádosti o vyznamenání v těchto mimořádných případech jsou předkládány a schvalovány prostřednictvím národních misí k posouzení a schválení prezidentem.
Tato medaile byla udělena přibližně 7 tisícům příslušníků australské armády. Medaili získalo i více než 1100 vojáků a přes 170 policistů z Nového Zélandu. Mezi oceněnými občany Východního Timoru jsou policisté Pedro Belo a Natércia Martins.

## Insignie
Medaile kulatého tvaru o průměru 38 mm s vyvýšeným okrajem má stříbřitou barvu. Na přední straně je vyobrazena reliéfní mapa Východního Timoru. Nad ní je nápis TIMOR-LESTE a pod ní nápis SOLIDARIEDADE. Na zadní straně je státní znak Východního Timoru. Nad ním je polokruhový nápis REPUBLICA DEMOCRATICA DE TIMOR-LESTE. Pod státním znakem jsou písmena RDTL. Medaile jsou vyráběny australskou firmou Cash's International of Melbourne.
Stuha medaile sestává ze žlutého středového pruhu, který je z obou stran lemován úzkým pruhem bílé barvy, následuje z obou stran široký pruh černé barvy a oba okraje jsou lemovány červeným proužkem. Svým barevným provedením tak odpovídá státní vlajce.